# EVER REMEMBER
「EVER REMEMBER」（エヴァーリメンバー）は、2024年11月19日にT-Palette Recordsから発売、および配信されたアップアップガールズ(2)の4枚目のEPアルバム。

## 概要
前作「2回目の青春」以来、約１年ぶりに発売された5曲入りEPアルバム。※各曲Instrumental含め全10曲収録
SNS等に投稿する際のハッシュタグは「#りめんばーにきちゃん」となった。
CDジャケットおよび、歌詞カード内の画像はいずれも二子玉川駅付近で撮影されている。

## 収録曲[1]
1. EVER REMEMBER

作詞：伊藤真人　作曲：Ryota　編曲：からっぽペペロンチーノ

「ナツメグ」以来、三年ぶりとなるからっぽペペロンチーノによる楽曲制作。※「HIGH COLOR NEW COLOR」では作詞・編曲を担当。
2024年11月16日 ららぽーとTOKYO-BAY かいだん広場で行われた発売記念イベントにて初披露の予定だったが、島崎友莉亜が体調不良で欠席したため延期。翌17日のタワーレコード渋谷店 5Fイベントスペースで行われた発売記念イベントにて初披露された。
2024年12月14日よりMVが公開された。撮影場所は大谷資料館。
2. l♡co day! l♡ve day!

作詞：有馬えみり　作曲：田中希、michitomo　編曲：田中希

2024年8月2日　TIF2024にて初披露。※佐々木ほのかは腰痛のため欠席。
振付はAppare!やりんご娘の振付も手掛けたHIROMI。
2024年11月4日よりMVが公開された。撮影場所は熱海親水公園付近。
2024年11月1日　先行配信リリース。
3. Dear your heart

作詞：有馬えみり　作曲：michitomo　編曲：新山俊也

2024年3月3日　日比谷野音で開催された「輝く☆にきちゃん魂!〜未来へ繋ぐ日比谷野音〜」にて初披露。先駆けて3月1日に公式YouTubeチャンネルでDance practice 動画がUPされる。
振付は「l♡co day! l♡ve day!」と同様HIROMI。[2]
2024年10月20日よりMVが公開された。撮影場所はあらかわ遊園と、その付近の商店街や路上、都電荒川線沿線などである。
2024年11月1日　先行配信リリース。※2024年8月1日～8月4日までTIF2024 miimスピードくじ企画にて＜miim ver.＞が購入することができた。[3]
4. 正解ですっ！(にきちゃんver.)

作詞：NOBE　作曲：新山俊也、michitomo　編曲：新山俊也

2023年11月24日　アップアップガールズ（仮）バージョンと同時配信リリースされた。他に、Around 40 Japanese Guyz バージョンが存在する。
5. 君と僕の軌跡

作詞：有馬えみり　作曲：michitomo　編曲：新山俊也

2023年12月5日　Zepp DiverCityで開催された「アップアップガールズ(2)さわげ!さけべ!にきちゃん☆はいじゃんぷ☆」にて初披露。
振付は「l♡co day! l♡ve day!」と同様HIROMI。[4]
2024年2月2日　先行配信リリース。同日、YoutubeでMVをプレミアム公開した。
撮影場所は小湊鉄道小湊鉄道線 馬立駅など。
6. EVER REMEMBER (Instrumental)
7. l♡co day! l♡ve day! (Instrumental)
8. Dear your heart (Instrumental)
9. 正解ですっ！ (Instrumental)
10. 君と僕の軌跡 (Instrumental)

### リリースイベント
2024年11月3日より都内近郊にてリリースイベントを開催。